# Carl Hubbell
Carl Owen Hubbell (ur. 22 czerwca 1903, zm. 21 listopada 1988) – amerykański baseballista, który występował na pozycji miotacza przez 16 sezonów w New York Giants.

## Przebieg kariery
W 1926 i 1927 został zaproszony na testy do drużyny Detroit Tigers, jednak ówczesny grający menadżer Ty Cobb i trener miotaczy George McBride zdecydowali o niepowoływaniu go na mecze Major League Baseball. W związku z tym został sprzedany do Beaumont Exporters, klubu farmerskiego "Tygrysów". Wkrótce potem chciał przedwcześnie zakończyć karierę, jednak w jednym z meczów Beaumont Exporters był obserwowany przez skauta New York Giants Dicka Kinsellę i niebawem, 12 lipca 1928 roku, podpisał kontrakt z klubem z Nowego Jorku. Hubbell przyznał, że jego sprzedaż przez Detroit Tigers była "najlepszą rzeczą, która mu się przytrafiła".
W MLB zadebiutował 26 lipca 1928 roku w meczu przeciwko Pittsburgh Pirates, w którym Giants ulegli 5–7; Hubbell rozegrał zaledwie dwa inningi. Pięć dni później w spotkaniu z Chicago Cubs zanotował swoje pierwsze zwycięstwo. 8 maja 1929 w zwycięskim 11–0 meczu przeciwko Pirates zagrał no-hittera. W 1933 roku wystąpił w 1. i 4. meczu World Series, w których rywalem Giants byli Washington Senators; w obydwu tych spotkaniach Hubbell zaliczył wygrane, a Giants zwyciężyli w pięciu meczach. W tym samym sezonie został wybrany po raz pierwszy w karierze MVP National League. Trzy lata później przyznano mu tę nagrodę po raz drugi.
Hubbell między sezonem 1936 a 1937 zwyciężył w 24 kolejnych meczach, co jest rekordem dotąd niepobitym. Po raz ostatni wystąpił 24 sierpnia 1943. W 1947 roku został wybrany do Galerii Sław Baseballu. Zmarł 21 listopada 1988 w wyniku obrażeń, jakich doznał w wypadku samochodowym w Scottsdale w Arizonie.

## Nagrody i wyróżnienia
| Nagroda/wyróżnienie          | Lata                                                 | Źródło |
| 2× MVP National League       | 1933, 1936                                           | [ 9 ]  |
| 9× All-Star                  | 1933, 1934, 1935, 1936, 1937, 1938, 1940, 1941, 1942 | [ 10 ] |
| Zwycięzca w World Series     | 1933                                                 | [ 11 ] |
| Baseball Hall of Fame        | od 1947                                              | [ 7 ]  |
| #11 zastrzeżony przez Giants | 1944                                                 | [ 12 ] |